# Estació de trens de Mertert
L'Estació de trens de Mertert (en luxemburguès: Gare Mäertert; en francès: Gare de Mertert, en alemany:  Bahnhof Mertert) és una estació de trens que es troba a Mertert a l'est de Luxemburg. La companyia estatal propietària és Chemins de Fer Luxembourgeois. L'estació està situada en el ramal ferroviari de la línia 30 CFL, que connecta la ciutat de Luxemburg amb l'est del país i amb Trèveris.

## Servei
Mertert rep amb relació a la línia 30 CFL, els serveis ferroviaris pels trens de Regionalbahn (RB) entre la Ciutat de Luxemburg i Wasserbillig.